# Лисица (Косовска Митровица)
Лисица (алб. Lisicë; до 1965 — Лисца) је насеље у општини Косовска Митровица, Косово и Метохија, Република Србија.

## Становништво
| Демографија | Демографија | Демографија |
| Година      | Становника  | Становника  |
| ----------- | ----------- | ----------- |
| 1991.       | 0           |             |